# Left in the Dark
«Left in the Dark» (с англ. — «Снова в тени») — песня, написанная Джимом Стайнманом в 1981 году для его студийного альбома Bad for Good.
Особую известность песне принесло исполнение Барброй Стрейзанд. Певица записала свою версию для альбома Emotion в 1984 году. Стрейзанд превратила песню в мощную поп-балладу, в которой она рассказывает историю женщины, которой изменил мужчина. Музыкальное видео для песни было снято в Лос-Анджелесе в течение трёх дней, режиссёром стал Джонатан Каплан, в видео также появляется Крис Кристофферсон. Это был первый её видеоклип, взятый в ротацию MTV.

## Чарты
| Чарт (1984)                        | Пиковая позиция |
| ---------------------------------- | --------------- |
| Австралия (KMR)                    | 27              |
| Бельгия/Фландрия (Ultratop 50)     | 27              |
| Канада (RPM Top Singles)           | 87              |
| Канада (RPM Adult Contemporary)    | 2               |
| Нидерланды (Single Top 100)        | 28              |
| Великобритания (OCC UK Singles)    | 85              |
| США (Billboard Hot 100)            | 50              |
| США (Billboard Adult Contemporary) | 4               |
| США (Cash Box Top 100)             | 37              |